# Tmavá
Tmavá (1219 m) – szczyt w Wielkiej Fatrze na Słowacji. Znajduje się w prawych zboczach Ľubochniańskiej doliny (Ľubochnianska dolina)  w północno-zachodnim grzbiecie Skalnej Alpy (1463 m). Grzbiet ten oddziela dwie dolinki będące lewym odgałęzieniem Ľubochniańskiej doliny. Po południowo-zachodniej stronie jest to dolina Rakytov, po północno-wschodniej Blatná dolina (także Blatná). Na łagodnie wznoszącym się grzbiecie od szczytu Tmavej do podnóży stromych stoków Skalnej Alpy znajduje się duża polana Dvorisko. Jest to pasterska hala. Porośnięta lasem górna część północno-wschodnich i południowo-wschodnich stoków Tmavy należy do rezerwatu przyrody Skalná Alpa. Poza obszarem tego rezerwatu znajduje się hala Dvorisko oraz północne, zachodnie i południowe stoki Tmavy. Wcina się w nie kilka niewielkich potoków i występują w nich duże skalne wychodnie. Północny grzbiet Tmavy kończy się szczytem Blatná, którego stoki opadają na polankę z leśniczówką Blatná (Blatná, horareň).
Tmavá znajduje się w obrębie Parku Narodowego Wielka Fatra i nie prowadzi przez nią żaden szlak turystyczny.